# Радивонівська сільська рада (Великобагачанський район)
Радивонівська сільська́ ра́да — сільська рада, територія якої відноситься до складу Великобагачанського району Полтавської області, Україна. Центром сільради є село Радивонівка. Утворена у 1922 році.
Населення сільради 1621 особа.

## Населені пункти
- село Радивонівка
- село Володимирівка
- село Іванівка
- село Мар'янівка
- село Перекопівка